# Mendala (Jeruklegi)
Mendala is een bestuurslaag in het regentschap Cilacap van de provincie Midden-Java, Indonesië. Mendala telt 437 inwoners (volkstelling 2010).